# Лис, Анатолий Васильевич
Лис Анатолий Васильевич (бел. Анатоль Васілевіч Ліс, род. 1 марта 1958, Ровки, Гродненская область) — белорусский государственный деятель.
Заместитель главы Администрации Президента Республики Беларусь, председатель Брестского облисполкома (2014—2021). Чрезвычайный и Полномочный Посол Республики Беларусь в Грузии (с марта 2022 года).

## Биография
Родился в 1958 году в деревне Ревки Мостовского района Гродненской области.
В 1976—1978 годах служил в рядах Советской армии.
В 1983 году окончил Белорусский институт механизации сельского хозяйства по специальности «Механизация сельского хозяйства», в 1991 году — Институт политологии и социального управления КПБ («Политология»), в 2007 году — магистратуру Академии управления при Президенте Республики Беларусь (магистр политологии).
В 1990—1996 годах работал заместителем председателя колхоза «Октябрь» Гродненского района.
С 1996 по 2005 год возглавлял Новогрудский райисполком.
С 2005 по 2007 год был заместителем председателя Постоянной комиссии Палаты представителей Национального собрания по законодательству и судебно-правовым вопросам.
До 2009 года являлся председателем Мозырского райисполкома, затем работал заместителем Министра природных ресурсов и охраны окружающей среды Республики Беларусь.
В феврале 2013 года назначен помощником президента Республики Беларусь — главным инспектором по Гомельской области.
С 4 марта 2014 года — заместитель главы Администрации Президента Республики Беларусь.
С 27 декабря 2014 года по 26 января 2021 года был председателем Брестского областного исполнительного комитета.
22 января 2015 года назначен членом Совета Республики Национального собрания Республики Беларусь пятого созыва (по президентской квоте).
10 февраля 2022 года назначен Чрезвычайным и Полномочным Послом Республики Беларусь в Грузии.

## Деятельность на государственных должностях
Будучи заместителем Министра природных ресурсов и охраны окружающей среды Республики Беларусь, 17 апреля 2012 года на пресс-конференции в Минске сообщил, что Минприроды рассматривал возможность изменения системы сбора бытовых отходов в Белоруссии, а также заявил, что Украина официально не выставляла претензий к Беларуси по поводу возможного загрязнения Шацких озер в результате работ на Хотиславском месторождении мела, хоть вопрос их загрязнения тогда обсуждался в украинских СМИ.
26 января 2017 года около 350 человек собрались на площади Ленина, где прошел митинг. Его участники говорили об экономической несостоятельности властей, проблемах с трудоустройством, низкой зарплате и требовали отмены декрета Президента «о тунеядстве», а также прикрепили к зданию областной администрации листовку с надписью «Баста! Лукашенко, уходи! Лис, уходи!» (бел. Баста! Лукашэнка, сыходзь! Ліс, сыходзь!).
11 августа 2017 года во время визита в Брестскую область Александр Лукашенко отчитал главу региона Анатолия Лиса за беспорядок в аэропорту «Брест» и распорядился, чтобы губернатор лично навел порядок.
6 февраля 2018 года в Брестский облисполком направлено предложение о проведении встречи с недовольными жителями Бреста по поводу строительства аккумуляторного завода, за приостановление строительства аккумуляторного завода подписались более 28 тыс. человек.

## Семья
Женат, имеет сына и дочь.

## Награды
- Медаль «За трудовые заслуги»,
- орден Русской православной церкви Святого равноапостольного великого князя Владимира,
- орден Почёта (8 января 2020)[10]
- Медаль «МПА СНГ. 25 лет» (27 марта 2017, Межпарламентская ассамблея СНГ) — за заслуги в деле развития и укрепления парламентаризма, за вклад в развитие и совершенствование правовых основ функционирования Содружества Независимых Государств, укрепление международных связей и межпарламентского сотрудничества[11]